# Encephalartos poggei
Encephalartos poggei är en kärlväxtart som beskrevs av Paul Friedrich August Ascherson. Encephalartos poggei ingår i släktet Encephalartos och familjen Zamiaceae. IUCN kategoriserar arten globalt som livskraftig. Inga underarter finns listade i Catalogue of Life.